# Nam Ji-hyun
Nam Ji-hyun (hangul: 남지현), även känd under artistnamnet Jihyun (hangul: 지현), född 9 januari 1990 i Incheon, är en sydkoreansk sångerska och skådespelare.
Hon var tidigare ledare för den sydkoreanska tjejgruppen 4Minute från det att gruppen debuterade 2009 till att den upplöstes 2016.

## Diskografi

### Album
| Datum       | Albumtitel      | Topplacering          |
| Datum       | Albumtitel      | Sydkorea (Gaon Chart) |
| ----------- | --------------- | --------------------- |
| 28 aug 2009 | For Muzik       | 2                     |
| 19 maj 2010 | Hit Your Heart  | 3                     |
| 5 apr 2011  | 4minutes Left   | 2                     |
| 9 apr 2012  | Volume Up       | 1                     |
| 26 apr 2013 | Name Is 4Minute | 2                     |
| 17 mar 2014 | 4Minute World   | 2                     |
| 9 feb 2015  | Crazy           | 2                     |
| 1 feb 2016  | Act. 7          | 2                     |

## Filmografi

### Film
| År   | Titel       | Roll      |
| ---- | ----------- | --------- |
| 2010 | Midnight FM | cameoroll |
| 2014 | The Youth   | Seung-ah  |

### TV-drama
| År   | Titel                                             | Kanal     | Roll         |
| ---- | ------------------------------------------------- | --------- | ------------ |
| 2010 | It's Okay, Daddy's Girl                           | SBS       | Shin Sun-hae |
| 2011 | A Thousand Kisses                                 | MBC       | Jang Soo-ah  |
| 2012 | The 3rd Hospital                                  | tvN       | cameoroll    |
| 2012 | Ms Panda and Mr Hedgehog                          | Channel A | cameoroll    |
| 2013 | Monstar                                           | Mnet      | cameoroll    |
| 2013 | Love and War 2                                    | KBS       | Seo Young    |
| 2013 | Please Remember, Princess - Generation of Romance | Naver     | Yoon Min-ah  |
| 2014 | Marriage, Not Dating                              | tvN       | cameoroll    |
| 2014 | Love Cells                                        | Naver     | Seo-rin      |
| 2015 | She Is 200 Years Old                              | Naver     | Se-yeon      |
| 2016 | My Little Baby                                    | MBC       | Han So-yoon  |